# 신시아 와트로스
신시아 미셸 와트로스(Cynthia Michele Watros, 1968년 9월 2일 ~ )는 미국의 배우이다. ABC의 드라마 시리즈 《로스트》에서 리비 스미스역이나 티투스에서 에린 역, 가이딩 나이트에서 애니 더튼 역을 맡은 것으로 잘 알려져 있다.

## 음주 운전 논란
2005년 12월 1일 오전, 로스트 촬영장인 하와이 카일루와에서 동료 배우인 미셸 로드리게스와 함께 음주운전 혐의로 체포되어 벌금 500달러를 물었다. 5개월 후 이 둘이 배역을 맡은 등장인물은 에피소드 "Two For The Road"에서 사망했다. 이에 대해 체포 건에 따른 조치라는 분석도 있으나 로드리게스와 로스트 제작진 측에서는 처음부터 이렇게 될 예정이였다는 해명을 내놓았다.